# Tony Cetinski
Tony Cetinski (Pula, 31. svibnja 1969.), hrvatski glazbenik i pop-rock pjevač.

## Životopis
Tony Cetinski je odlikovan Redom Danice hrvatske s likom Marka Marulića, za doprinos kulturi. Višestruki je dobitnik Porina, s brojnim nagradama struke i publike. 2009. godine bio je najemitiraniji izvođač u Republici Hrvatskoj po službenim statistikama Hrvatskog društva skladatelja (ZAMP-a). Tony je snimio duet Dolce suono s tenorom Joséom Carrerasom, koji su promovirali koncertom u Zagrebu 2007. godine. Gostovao je i na koncertu koji je José Carreras održao u zagrebačkoj Areni 19.12.2009. Kao gost Michaela Boltona nastupio je na koncertima u londonskom Royal Albert Hall-u. Tony je 2008. pjevao u pulskoj Areni. Tony je 2009. godine napunio zagrebačku Arenu dva dana zaredom.

## Privatni život
Tony, punim imenom Anthony, rođen je 31. svibnja 1969. u Puli, u obitelji poznatih glazbenika. Njegov otac Mirko Cetinski je uspješan pjevač od 1960-ih godina, njegov brat Matteo Cetinski je također imao glazbenu karijeru devedesetih godina dvadesetog stoljeća, a mati Vinka Cetinski bila je doministrica turizma u Vladi Republike Hrvatske.
U braku s Dubravkom od 2014. godine.
Cetinski je javnosti poznat po svojim antikomunističkim stavovima i kao jedan od zagovornika lustracije u Hrvatskoj te po brojnim obiteljskim financijskim aferama.

## Diskografija

### Studijski albumi
| Naslov                | Detalji                                                                                                  | Plasman |
| Naslov                | Detalji                                                                                                  | HR      |
| --------------------- | --- | ------- |
| Srce nikad ne laže    | - izdan: 1990. - producentska kuća: Suzy - formati: CD, kazeta, digitalni download, streaming            | [ a ]   |
| Ljubomora I           | - izdan: 1992. - producentska kuća: Orfej - formati: CD, kazeta, digitalni download, streaming           | [ a ]   |
| Ljubomora II          | - izdan: 1993. - producentska kuća: Orfej - formati: CD, kazeta, digitalni download, streaming           | [ a ]   |
| Ljubav i bol          | - izdan: 1995. - producentska kuća: Scardona - formati: CD, kazeta, digitalni download, streaming        | [ a ]   |
| Prah i pepeo          | - izdan: 1996. - producentska kuća: Scardona - formati: CD, kazeta, digitalni download, streaming        | [ a ]   |
| A1                    | - izdan: 1998. - producentska kuća: Croatia Records - formati: CD, kazeta, digitalni download, streaming | [ a ]   |
| Triptonyc             | - izdan: 2000. - producentska kuća: Cantus - formati: CD, kazeta, digitalni download, streaming          | [ a ]   |
| A sada...             | - izdan: 2003. - producentska kuća: Hit Records - formati: CD, kazeta, digitalni download, streaming     | [ a ]   |
| Budi uz mene          | - izdan: 2005. - producentska kuća: Hit Records - formati: CD, digitalni download, streaming             | 1.      |
| Ako to se zove ljubav | - izdan: 2008. - producentska kuća: Hit Records - formati: CD, digitalni download, streaming             | 1.      |
| Da Capo               | - izdan: 2010. - producentska kuća: Hit Records - formati: CD, digitalni download, streaming             |         |
| Opet si pobijedila    | - izdan: 2012. - producentska kuća: Aquarius Records - formati: CD, digitalni download, streaming        | 1.      |
| Kao u snu             | - izdan: 2018. - producentska kuća: Hit Records - formati: CD, digitalni download, streaming             | 1.      |

### Singlovi
- 1992. – Ljubomora
- 1992. – Stay
- 1994. – Nek' ti bude ljubav sva
- 2000. – Putnik
- 2005. – Sigurni (s Erato)
- 2005. – Oprostija bi sve
- 2013. – Trebam te!
- 2014. – Žena nad ženama
- 2014. – Krik
- 2014. – Zabluda (sa Željkom Joksimovićem)
- 2017. – Nemam sreće s tobom
- 2017. – Laku noć
- 2017. – Glasno zapjevaj
- 2021. – Zapjevaj, sloboda je (s Kristijanom Rahimovskim)

### EP
- 1994. – Dance hits '94
- 1994. – Ja sam zaljubljen
- 2012. – Opet si pobijedila

### Kompilacije
- 2011. – The best of 1 – Za tijelo
- 2011. – The best of 2 – Za dušu
- 2011. – The best of Tony Cetinski

### Koncertni albumi
- 2001. – Live
- 2006. – Tony Cetinski i Prijatelji
- 2009. – Live in Arena Zagreb – Furia Tour '09

## Nagrade i priznanja
Najnovije:
- 2020. – Večernjakova ruža 2020.[5]
- 2010. – Porin za hit godine – "Kad žena zavoli"
- 2009. – Media Servis – nagrada glazbenik godine
- 2009. – Fender – nagrada za izniman doprinos glazbi – vokal
- 2009. – Indexi, nagrada za najbolji pop album – "Ako to se zove ljubav"
- 2009. – Indexi, nagrada za najbolju internacionalnu suradnju, Tony Cetinski & Kiki Lesendrić
- 2009. – Porin za najbolju mušku vokalnu izvedbu, album "Ako to se zove ljubav"
- 2008. – Zlatna ploča za album "Ako to se zove ljubav"
- 2008. – Platinasta ploča za album "Budi uz mene "
- 2008. – Porin za najbolji video program, DVD "Tony i prijatelji"
- 2008. – Pjevač godine po izboru glavnih urednika i slušatelja Hrvatskog radija
- 2008. – Najslušanija pjesma u BiH, Radio Stari Grad, duet s Ivanom Banfić – "To je vrijedilo čekati"
- Dobitnik odlikovanja Red Danice hrvatske s likom Marka Marulića, za doprinos u kulturi (1995. godine)

Osvojio nekoliko Porina:
- 1996. – Pjesma godine (pjesma "23.prosinac")
- 1996. – Najbolja muška vokalna izvedba (pjesma "23.prosinac")
- 1997. – Najbolja vokalna suradnja, Vanna i Tony Cetinski (pjesma "Dont let the sun go down on me")
- 1999. – Najbolji pop album (album "A1"); najbolja muška vokalna izvedba (album "A1")
- 2006. – Najbolji album pop i zabavne glazbe (album "Budi uz mene")
- 2008. – Najbolji video program, DVD "Tony i prijatelji"
- 2009. – Najbolja muška vokalna izvedba (album "Ako to se zove ljubav")
- 2010. – Hit godine (pjesma "Kad žena zavoli")

Pobjede na festivalima:
Dora:
- 1994. – pjesma Nek' ti bude ljubav sva

Hrvatski radijski festival:
- 2003. – Nagrada žirija glazbenih urednika (pjesma Blago onom tko te ima)
- 2004. – Nagrada žirija glazbenih urednika (pjesma Budi uz mene)
- 2005. – Nagrada žirija glazbenih umjetnika (pjesma Kad bi dao Bog)

Nagrada slušatelja Radio M, Sarajevo (pjesma Kad bi dao Bog)
- 2006. – Grand prix, nagrada žirija glazbenih urednika i nagrada slušatelja (pjesma Sve je s tobom napokon na mjestu)

Pop Express festival:
- 1994. – Pop pjevač godine
- 1995. – Pop pjevač godine; pop pjesma godine (23.prosinac)

Splitski festival:
- 1993. – 3.nagrada stručnog žirija (pjesma Na kraju putovanja)
- 1995. – 2. nagrada publike i radio postaja (pjesma Ti, samo ti)
- 1996. – Grand prix (pjesma Neka noćas dođu svi)
- 2001. – Grand prix (pjesma Dobar dan ti dušo) – duet sa Zoricom Kondžom

Melodije hrvatskog Jadrana:
- 1996. – Srebrni galeb – 2.nagrada publike (pjesma Morski vuk) – duet s Oliverom Dragojevićem

Melodije Istre i Kvarnera:
- 1993. – 1. nagrada (pjesma Santa Eufemia)

Međunarodni festival pisme i vina Marko Polo:
- 2001. – Grand prix (pjesma Femme fatale)

Pjesma Mediterana – Budva:
- 2000. – 2.nagrada (pjesma Kao jučer)

Sunčane Skale – Herceg Novi:
- 2005. – 2. nagrada (pjesma Čovjek od leda)

Bihaćki festival:
- 2003. – 1. nagrada za aranžman, 2.nagrada stručnog žirija i publike (pjesma Sve bih opet)

Oscar popularnosti BiH:
- 2003. – Pop pjevač godine

Radio M:
- 2003. – Pjevač godine – Cro scena u BIH

Radijski festival BiH:
- 2004. – Najslušaniji izvođač iz HR

Nagrada Davorin:
- 2004. – Najbolji komšijsko-susjedski album (A sada)
- 2006. – Najbolji pop album (Budi uz mene)
- 2006. – Najbolja muška vokalna izvedba
- 2006. – Najbolji pop izvođač
- 2006. – Najbolja internacionalna vokalna suradnja (Sigurni – grupa Erato)

Music Pub godišnja nagrada:
- 1995. – Pjevač godine